# Pyroglossa
Pyroglossa är ett släkte av skalbaggar som beskrevs av Max Bernhauer 1901. Pyroglossa ingår i familjen kortvingar.
Släktet innehåller bara arten Pyroglossa pulcherrima.